# خیرآباد (راین)
خیرآباد روستایی در دهستان راین بخش راین شهرستان کرمان استان کرمان ایران است.

## جمعیت
بر پایه سرشماری عمومی نفوس و مسکن در سال ۱۳۹۵ جمعیت این روستا ۷۷ نفر (۲۱خانوار) بوده‌است.